# A196 (Russland)
A 196 ist die frühere Bezeichnung (als Fernstraße) der heutigen Regionalstraße 27A-083 in der Oblast Kaliningrad (Russland). Sie führt von Kaliningrad in südöstliche Richtung bis an die Grenze zu Polen.
Hier war östlich von Krylowo auf der russischen und Perły (Perlswalde) auf der polnischen Seite in den 2000er-Jahren eine Grenzübergangsstelle geplant, die die A 196 mit der polnischen DK 63 verbunden und den Verkehr weiter nach Węgorzewo und Giżycko geführt hätte. Diese Pläne wurden jedoch nicht umgesetzt (Stand 2023).
Die Gesamtlänge der A 196 beträgt 92 Kilometer.
Bei der Straße handelt es sich um ein Teilstück der ehemaligen deutschen Reichsstraße R 131, die Pillau (heute russisch: Baltijsk) im Landkreis Samland mit Arys (polnisch: Orzysz) in Masuren miteinander verband.

## Verlauf
- 0 km – Kaliningrad
  - 0 km – Kaliningrad-Zentrum
  - 6 km – Kaliningrad-Moskowskoje

Rajon Gurjewsk:
- 10 km – Lugowoje (Gutenfeld)

X Bahnstrecke der Russischen Eisenbahnen (Kaliningrader Eisenbahn): Kaliningrad – Nesterow (→ Litauen, → Belarus, → Moskau) X
- 16 km – Selenopolje (Borchersdorf)

Rajon Bagrationowsk:
- 21 km – Marijskoje (Weißenstein)

~ Prochladnaja (Frisching) ~
- 25 km – Tschechowo (Uderwangen)
- 31 km – Tischino (Abschwangen)

Rajon Prawdinsk:
- 32 km – Kaschtanowo (Almenhausen)
- 35 km – Marjino (Schleuduhnen)
- 37 km – Filippowka (Dommelkeim)
- 40 km – Saizewo (Stockheim)
- 41 km – Koschewoje (Lisettenfeld)
- 44 km – Perewalowo (Schwönau (Ortsstelle))

~ Zaprudnaja (Schwöne) ~
- 47 km – Rownoje (Heinrichsdorf)
- 51 km – Prawdinsk (Friedland) (→ P 512 und P 514)

~ Lawa (Alle) ~
- 53 km – Poretschje (Allenau)
- 59 km – Sewskoje (Böttchersdorf)
- 66 km – Klenowoje (Grüneberg)
- 72 km – Nowostrojewo (Waldhöhe)
- 74 km – Schelesnodoroschny (Gerdauen)
- 76 km – Wischnjowoje (Allendorf)
- 78 km – Krymskoje (Prätlack)
- 80 km – Swerewo (Wandlacken)

~ Kanal Masurski (Masurischer Kanal) ~
- 88 km – Obilnoje (Klein Sobrost)
- 92 km – Krylowo (Nordenburg) (→ A 197, proj.: → DK 63)